# Neue Wiener Stimmen
Die Neuen Wiener Stimmen (kurz auch: NWS) sind ein österreichischer Jugendchor mit rund 90 aktiven Mitgliedern.

## Gründung
Die Neuen Wiener Stimmen wurden im Oktober 2010 von Jürgen Partaj und Johannes Hiemetsberger mit Unterstützung der Jeunesse Österreich gegründet. Das Konzept des Chors besteht in einem musikalischen Forum für junge Erwachsene im Alter von 16 bis 30 Jahren, die in Wien arbeiten, studieren oder die Schule besuchen. Seit der Gründung des Chores obliegt Jürgen Partaj die organisatorische Leitung des Chores und bis 2013 gemeinsam mit Johannes Hiemetsberger, danach gemeinsam mit Christoph Wigelbeyer als Chorleiter die künstlerische Leitung. Anlässlich ihrer Gründung wurde vom österreichischen Komponisten Helmut Schmidinger das A-cappella-Stück „Neue Stimmen in der Stadt“ komponiert, welches textlich auf einem Artikel der Süddeutschen Zeitung vom 17. Mai 2010 über die veränderten Lebensbedingungen von Vögeln in städtischen Umgebungen beruht.

## Repertoire
Der Chor hat sowohl klassische Chorwerke, wie etwa die 9. Sinfonie oder die Chorfantasie von Ludwig van Beethoven, das Gloria von Antonio Vivaldi oder diverse Psalmen von Felix Mendelssohn Bartholdy, als auch modernere Kompositionen wie Leonard Bernsteins Mass oder The Armed Man von Karl Jenkins im Repertoire. Daneben singen die Neuen Wiener Stimmen auch regelmäßig Filmmusik, Popmusik, Gospels oder afrikanische Volkslieder.

## Auftritte
Die Neuen Wiener Stimmen haben neben regelmäßigen Auftritten im Mozart-Saal des Wiener Konzerthauses im Rahmen der Abonnements der Jeunesse Österreich auch Konzerte im Großen Saal des Wiener Musikvereins, im Semperdepot, im MuTh, der Wiener Minoritenkirche, der Hofburgkapelle und der Wirtschaftsuniversität Wien gegeben und auch bereits an Produktionen am Theater an der Wien mitgewirkt.
Zusätzlich nahm der Chor unter anderem an folgenden Veranstaltungen Teil:
- 2012: Tournee mit dem Schweizer Jugendsinfonieorchester durch Österreich, die Schweiz und die Slowakei
- 2012–2018: Teilnahme an „Hollywood in Vienna“ mit dem RSO Wien
- 2014: Eröffnungszeremonie des Life Ball
- 2015: Halbszenische Produktion der Fledermaus von Johann Strauß im Rahmen der EXPO 2015 in Mailand
- 2016: Eröffnung des Carinthischen Sommers
- 2017–2018: Tournee mit Disney’s „FROZEN in Concert“ in der Wiener Stadthalle, der Salzburgarena, der TipsArena Linz, der Olympiahalle Innsbruck, der Stadthalle Graz und dem Hallenstadion Zürich[5]
- 2017: Liszt Festival in Raiding[6]
- 2018: „Servus Europa“-Konzert im Planai-Stadion anlässlich der Übernahme des EU-Ratsvorsitzes Österreichs[7]
- 2018–2019: Eröffnung des European Congress of Radiology im Austria Center Vienna[8]
- 2019: Festival Octophonia in der Abteikirche in Ottmarsheim[9]
- 2019: Jubiläumskonzert anlässlich des 70. Geburtstags der Jeunesse Österreich[10]
- 2019: CHOR:sinfonie anlässlich des 70-jährigen Bestehens des Chorverbandes Österreich im Wiener Musikverein[11]

Unter dem Label „Jeunesse Records“ ist im Jahr 2013 eine eigene CD von den Neuen Wiener Stimmen mit einer Live-Aufnahme der Misa Criolla von Ariel Ramírez und internationalen Weihnachtsliedern erschienen. Weiters wirkten sie an einer Aufnahme von Maurice Ravels Daphnis et Chloé mit dem Tonkünstler-Orchester Niederösterreich unter der Leitung von Yutaka Sado mit.
Das Video des virtuellen Chorstücks „C(h)orona“, welches von Mitgliedern des Chors komponiert, getextet und digital bearbeitet wurde, als es im Rahmen der COVID-19-Pandemie im Jahr 2020 unmöglich wurde in persönlicher Anwesenheit gemeinsam zu proben, erlangte durch die Ausstrahlung in der österreichischen Nachrichtensendung ZIB 2 weitere Bekanntheit.

## Auszeichnungen
Im Jahr 2016 erhielten die Neuen Wiener Stimmen die Auszeichnung „Chor des Jahres“ vom Chorforum Wien.